# Nederlands Architectuurinstituut
Het Nederlands Architectuurinstituut (NAi) was een culturele instelling op het gebied van architectuur en stedenbouw dat de archieven van de Nederlandse architectuurgeschiedenis beheerde en het werkveld ondersteunde. Vanaf 1 januari 2013 is het opgegaan in Het Nieuwe Instituut.
Het bestond uit een museum, een boekenwinkel, een café, een archief, een bibliotheek en een platform voor lezingen en debatten. Het NAi is opgericht in 1988 en sinds 1993 gevestigd in Rotterdam.

## Algemeen

### Voormalig statuut
Het NAi was een particuliere instelling met een rijkstaak: het beheren van de collectie archieven die de Nederlandse architectuurgeschiedenis documenteert. Het is een publieksinstelling, maar heeft als sectorinstituut voor de architectuur ook de taak het professionele werkveld te ondersteunen. In het gebouw zijn tevens een boekwinkel en café gevestigd.

### Het gebouw

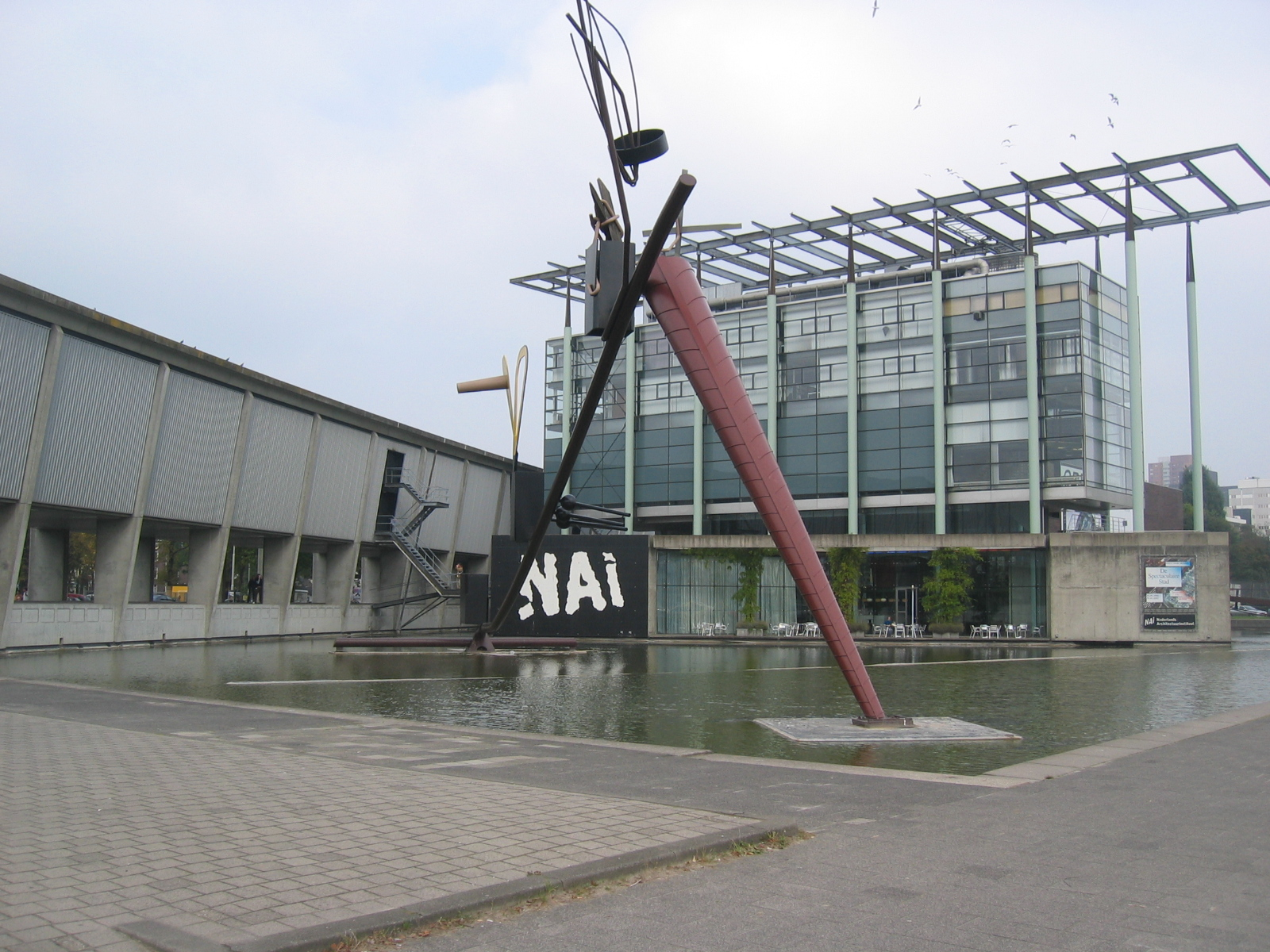
NAi Rotterdam met links de archieven en rechts de kantoorvleugel.

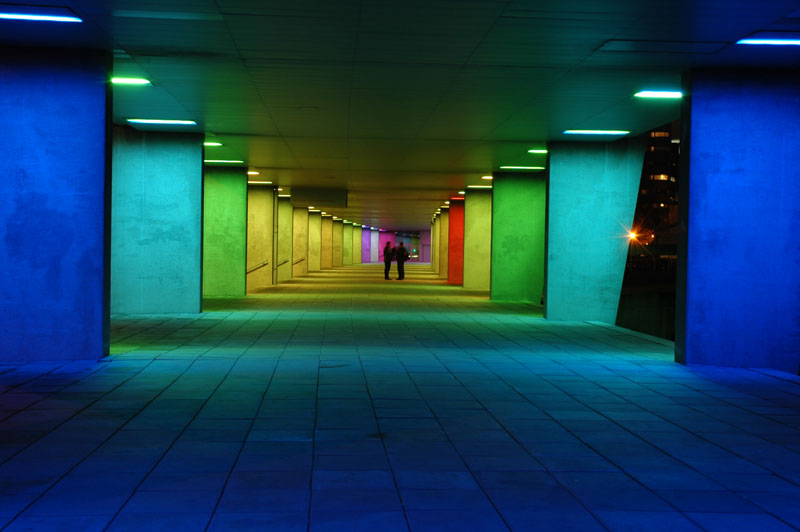
Galerij onder de archieven van het NAi met lichtinstallatie van Peter Struycken.

Om tot een keuze voor een architect voor een nieuw gebouw te komen werd in 1988 een prijsvraag uitgeschreven onder zes architecten: Jo Coenen, Rem Koolhaas, Benthem Crouwel Architecten, Wim Quist, Luigi Snozzi en Ralph Erskine. Bij de vakpers was het ontwerp van Koolhaas favoriet, net als bij de directeur van de Dienst Stadsontwikkeling Rotterdam, Riek Bakker. Het NAi verleende de opdracht echter aan Jo Coenen. De inpassing in de omgeving en de verwijzingen naar de geschiedenis van de architectuur waren daarbij doorslaggevend.
Op 1 juli 2011 heeft het NAi, na een intensieve periode van verbouwing, opnieuw zijn deuren geopend. Meest in het oog lopende onderdeel van de verbouwing is de verplaatsing van de entree naar het niveau van de vijver. Daar is ook het restaurant uitgebreid. Er is een tentoonstellingsruimte bij gekomen en er is extra ruimte gecreëerd voor educatieve activiteiten. Op de plaats van de oorspronkelijke entree is nu het DoeDek, waar bezoekers kunnen experimenteren met lego, grote blokken en bouwplaten. Jo Coenen was als architect van het oorspronkelijke gebouw ook verantwoordelijk voor de renovatie.

### Voormalige directie en raad van toezicht
De laatste directie werd gevormd door Ole Bouman (algemeen directeur) en Peter Haasbroek (zakelijk directeur). In de laatste raad van toezicht hadden zitting: Hans Andersson (voorzitter), Karin Laglas (penningmeester), Jeanne van Heeswijk, Leon Ramakers, Dirk Sijmons, Nathalie de Vries en Joop van der Leeuw.
|                  | van  | tot  |  |
| Adri Duivesteijn | 1988 | 1994 |  |
| Hein van Haaren  | 1994 | 1996 |  |
| Kristin Feiress  | 1996 | 2001 |  |
| Aaron Betsky     | 2001 | 2006 |  |
| Ole Bouman       | 2006 | 2012 |  |

Verder was Hein van Haaren interim-directeur. Frits Becht was in juni 1994 benoemd tot directeur als opvolger van Adri Duivesteijn, maar trok zich vóór zijn officiële aanstelling halverwege oktober 1994 terug. Aaron Betsky ontving bij zijn afscheid van de gemeente Rotterdam de Wolfert van Borselenpenning.

## Geschiedenis

### Oorsprong
Het idee om een nationaal architectuurmuseum op te richten ontstond in 1912, toen het Amsterdamse architectuurgenootschap Architectura et Amicitia een extra lokaal in Hotel Parkzicht in Amsterdam moest huren om zijn archief, bestaande uit tekeningen en maquettes, in onder te brengen. Architect J.H.W. Leliman was daarbij een belangrijk pleitbezorger. Om de mogelijkheden van zo'n museum te onderzoeken werd een commissie samengesteld bestaande uit de leden J. Ingenohl, J.H. de Groot en W.A.E. van der Pluym. In 1915 gingen er binnen A et A stemmen op om de collectie onder te brengen in de Rijksacademie in Amsterdam, om later in een zelfstandig museum te worden ondergebracht. Deze ideeën leidden niet tot resultaten.
In de jaren tachtig gingen drie culturele instellingen samenwerken om het NAi te vormen. Dat waren het Nederlands Documentatiecentrum voor de Bouwkunst (NDB), de Stichting Architectuurmuseum (SAM) en de Stichting Wonen. Daarna ontstond een strijd tussen Amsterdam en Rotterdam om de plaats waar een Architectuurmuseum/instituut gevestigd zou moeten worden. Door minister Brinkman werd voor Rotterdam gekozen.
Eerdere plannen om het NAi te vestigen in de vrijgekomen bibliotheek aan de Botersloot werden verlaten. Voorafgaand aan de realisatie van een nieuw gebouw is het NAi enige tijd gevestigd geweest in een pand aan de Westersingel.

### NAiM/Bureau Europa
Op 2 september 2006 opende het NAi een dependance in Maastricht. Plaats van vestiging was de Wiebengahal, direct naast het Bonnefantenmuseum, in de 'architectuurwijk' Céramique. In april 2009 werd NAi Maastricht (NAiM) een zelfstandige organisatie. In 2013 werd de naam gewijzigd naar Bureau Europa. In 2015 verhuisde het naar de Timmerfabriek in het Sphinxkwartier.

### Fusie
Na een brief van 10 juli 2011 van staatssecretaris Halbe Zijlstra aan de Tweede Kamer, is besloten het Nai, met Premsela Instituut voor design en mode en Virtueel Platform (kennisinstituut voor e-cultuur) op 1 januari 2013 te laten fuseren tot de nieuwe organisatie het Nieuwe Instituut, voor architectuur, design en e-cultuur. De directeur van deze nieuwe organisatie is Guus Beumer. De drie fusie-organisaties houden per 1 januari 2013 op te bestaan.

## Afgelopen activiteiten

### Eigen collectie
Al vanaf eind negentiende eeuw zijn er vanuit particulier initiatief architectuurarchieven verzameld, bijvoorbeeld door de Stichting Architectuurmuseum (SAM). In de jaren zeventig kreeg de overheid belangstelling voor deze archieven, en werd het Nederlands Documentatiecentrum voor de Bouwkunst (NDB) opgericht, als onderdeel van de Rijksdienst voor de Monumentenzorg. Met de overdracht van de archieven aan de NDB werden ze officieel eigendom van de staat. Nog steeds is de archiefverzameling van het NAi een Rijkscollectie.
De collectie van het NDB werd aangevuld met de bibliotheken van de Academie van Bouwkunst Amsterdam, de Bond van Nederlandse Architecten (BNA) en Stichting Wonen, een consumentenorganisatie die voorlichting gaf over verantwoord wonen. De collectie bestaat inmiddels uit zo'n 18 kilometer archiefmateriaal. Ruim 500 archieven en verzamelingen van Nederlandse architecten en (onderwijs)instellingen op het gebied van architectuur en stedenbouw, met tekeningen, schetsen, maquettes, documentatie, correspondentie en foto's. De internationaal georiënteerde bibliotheek telt ongeveer 60.000 banden.
Het NAi biedt onderdak aan Stichting BONAS (Stichting Bibliografieën en Oeuvrelijsten Nederlandse Architecten en Stedebouwkundigen), een organisatie die op basis van archief- en literatuuronderzoek de oeuvres van Nederlandse ontwerpers uit de periode 1790 tot heden reconstrueert en in boekvorm uitgeeft.

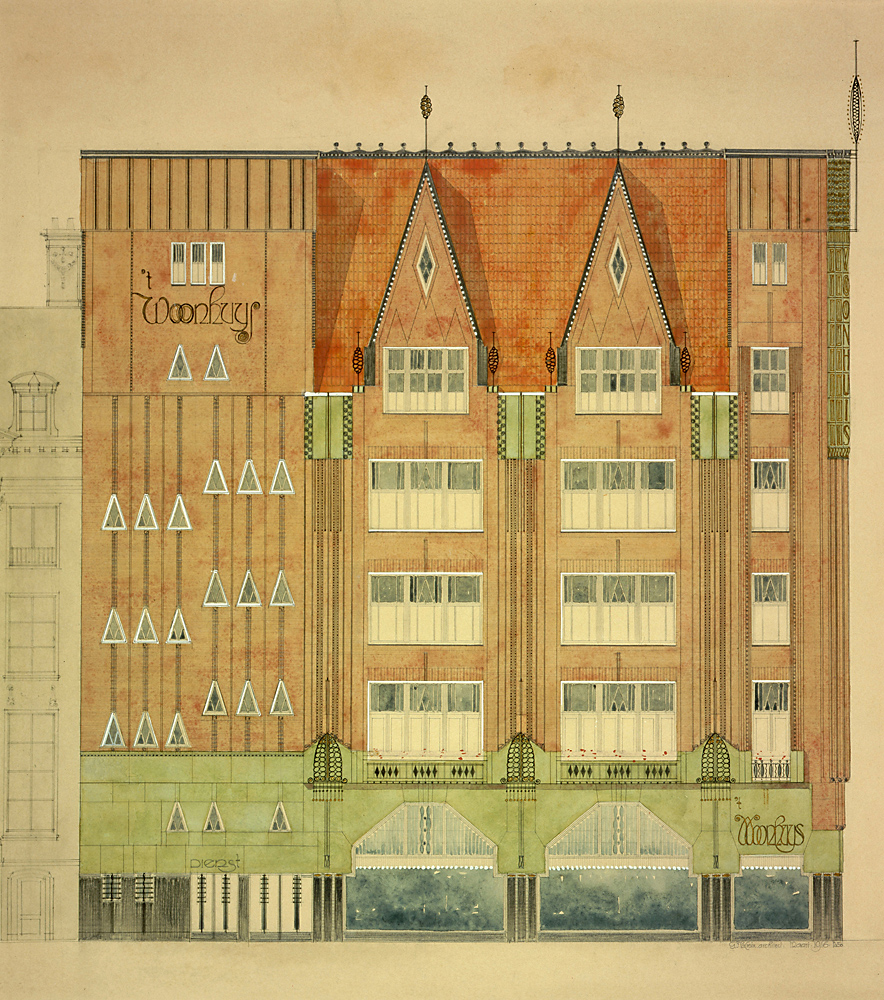
G.F. la Croix. 't Woonhuys. Vijzelstraat/Herengracht. Amsterdam. 1916. Collectie NAi
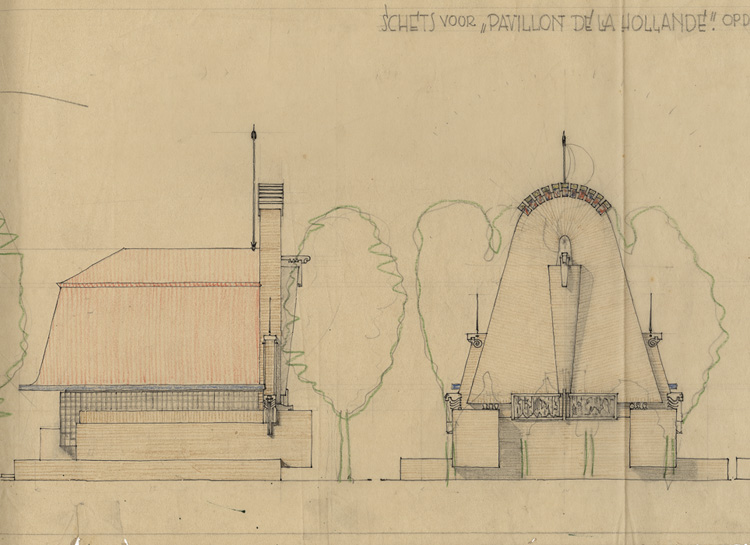
J.F. Staal. Schets voor "Pavillon de la Hollande". Nederlands paviljoen Exposition des arts décoratifs et industriels, Parijs, 1925. Collectie NAi
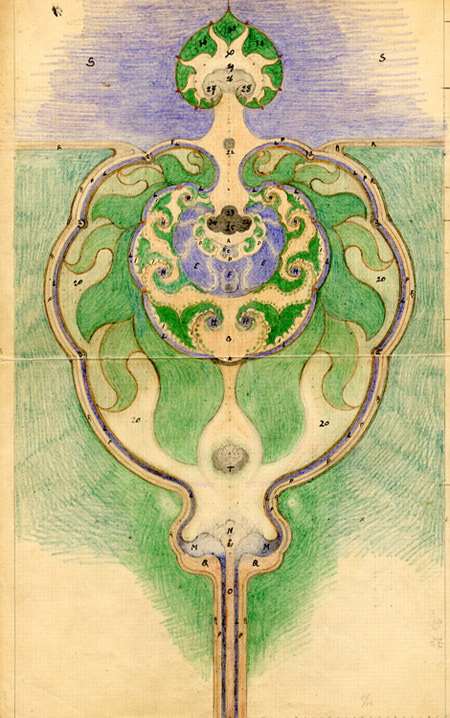
J.L.M. Lauweriks. Weltkriegsdenkmal. Collectie NAi
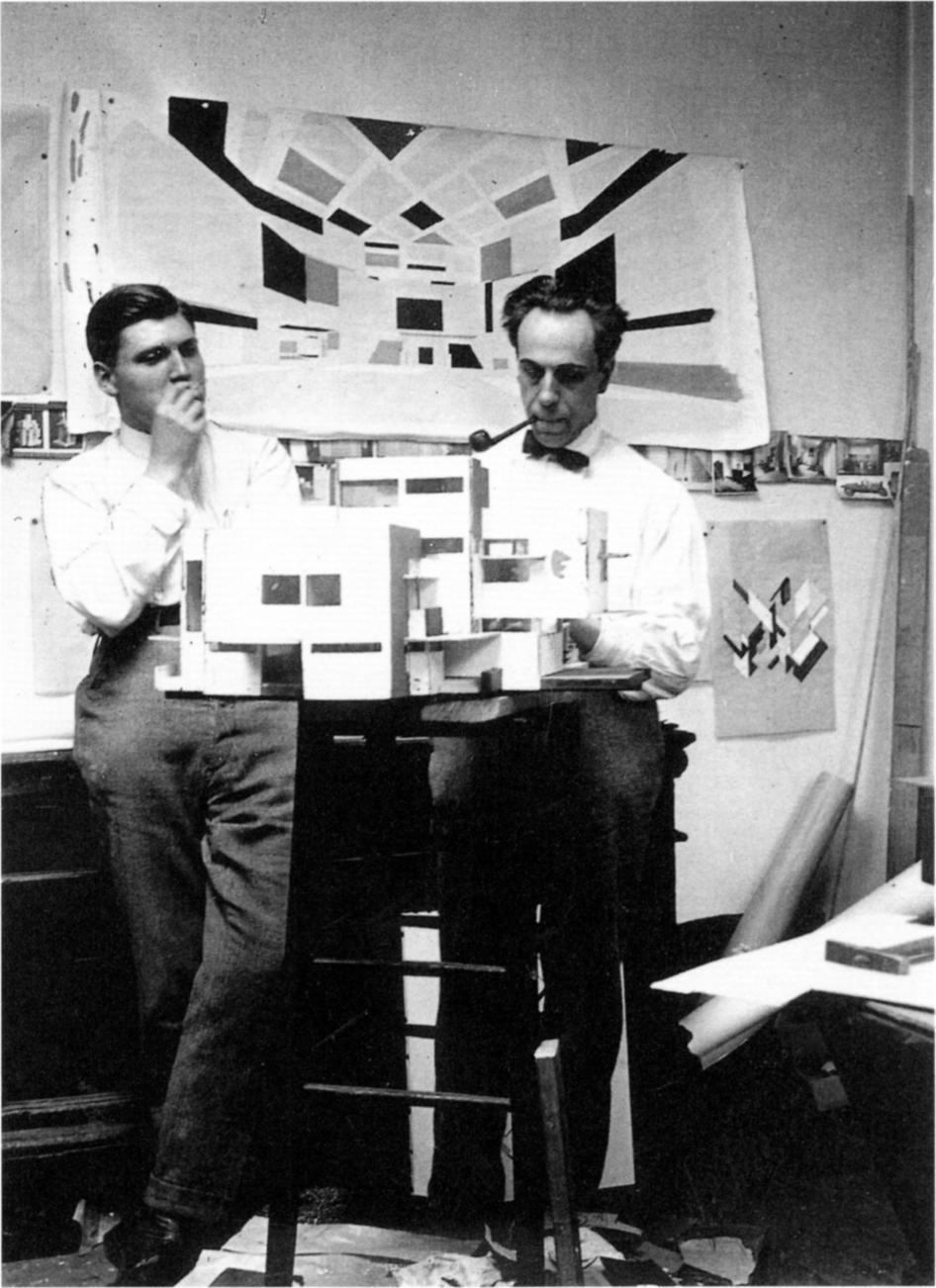
Portret C. van Eesteren en Th. van Doesburg, Parijs, 1923. Collectie NAi

### Tentoonstellingen
Het NAi organiseerde tentoonstellingen over de ontworpen omgeving: over architectuur, stedenbouw, design en ruimtelijke ordening. De afgelopen jaren waren o.a. te zien: Polders (2005), China Contemporary (2006), Wijdeveld: ontwerp het onmogelijke (2006), Van Cuypers tot Coenen (2007), Le Corbusier (2007), Maak ons land (2009), Strijd om de stad (2010), Architectuur als Noodzaak (2011) en Louis Kahn-The Power of Architecture (2012).
Naast wisselende exposities waren er twee (semi)permanente tentoonstellingen: Stad van Nederland en De Schatkamer. Stad van Nederland gaat over de beleving van de stad, over de mooie en minder prettige aspecten ervan. In de Schatkamer zijn topstukken uit de collectie te zien, in een door Rem Koolhaas ontworpen tentoonstellingsruimte. Deze is in september 2011 opengesteld.

### Platform
Het NAi organiseerde in binnen- en buitenland platformactiviteiten zoals lezingen en debatten, ter ondersteuning van zijn innovatieagenda ‘Architectuur als Noodzaak’. Hoe kan architectuur een rol spelen bij het oplossen van maatschappelijke problemen. Het gaat daarbij om thema’s als voedselproductie, leefklimaat, duurzame energie, alternatief ruimtegebruik, sociale cohesie en waardecreatie.
Met een ‘matchmaking’ programma wordt expertise rond deze thema’s bijeengebracht om tot een aanpak te komen van ruimtelijke opgaven, zoals milieuvraagstukken of woningnood. Door onderzoek en discussie worden deze opgaven lokaal en internationaal geagendeerd. Het matchmaking programma richt zich voornamelijk op India en China.

### Educatie
Het NAi bood programma’s voor het basisonderwijs en voortgezet onderwijs. Daarnaast wordt samengewerkt met diverse hogescholen en universiteiten in de invulling van vakken, studieopdrachten, excursies en rondleidingen. Op het DoeDek kan iedereen zelf aan de slag: met grote bouwblokken, Lego en bouwplaten. Vanaf februari 2012 zijn er colleges voor kinderen onder leiding van architecten en wetenschappers.

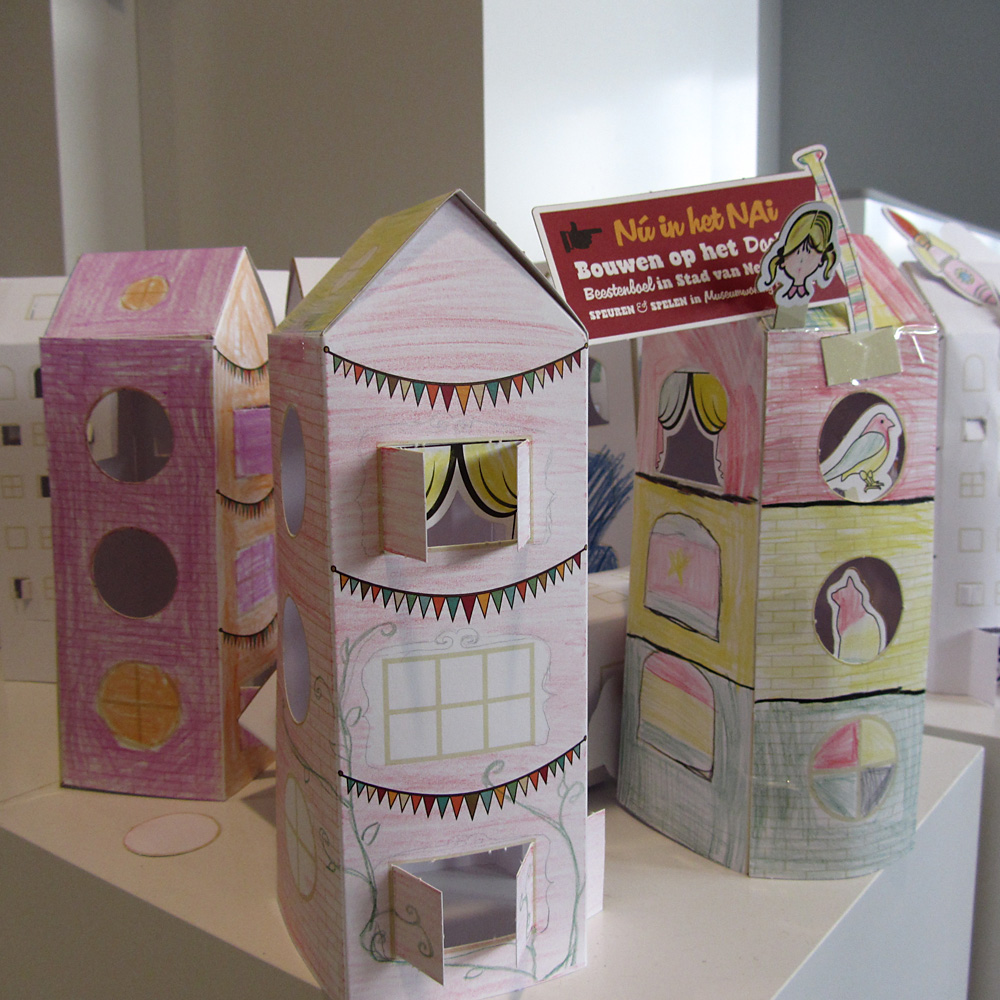
Door kinderen gemaakte huisjes van karton
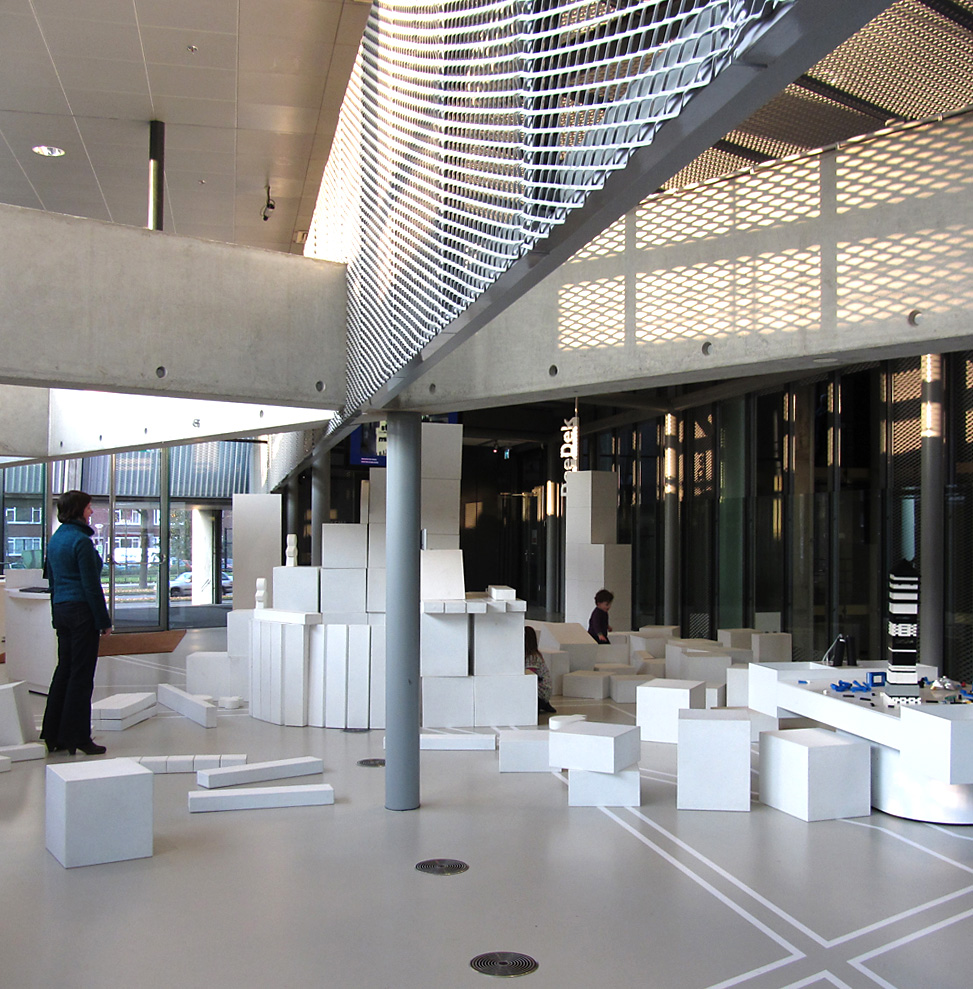
Het DoeDek

### UAR (Urban Augmented Reality)
Het NAi introduceerde UAR op 30 juni 2010. UAR is een afkorting van Urban Augmented Reality. Het is een gratis 3d-architectuur applicatie die gebruikmaakt van Augmented reality. Dit betekent dat er een informatielaag aan de realiteit is toegevoegd. In UAR wordt aan de bestaande, gebouwde omgeving een historische, een toekomstige of een alternatieve laag toegevoegd, Door gebruik te maken van 3D modellen laat UAR zien wat er niet is. Hoe de stad er vroeger uitzag, door gebouwen te tonen die inmiddels zijn verdwenen. De stad zoals ze had kunnen zijn, door maquettes en tekeningen te laten zien van alternatieve ontwerpen die nooit zijn uitgevoerd. En de stad zoals die wordt: via artist's impressions van toekomstige projecten. Er wordt gebruikgemaakt van de collecties van verschillende (erfgoed)instellingen, waaronder die van het NAi. Gebruikers van UAR kunnen ook zelf informatie aan de applicatie toevoegen. Momenteel zijn de steden Rotterdam, Amsterdam, Utrecht, Den Haag, Den Bosch, Haarlem en Gouda in UAR opgenomen.

### NAi Uitgevers
NAi Uitgevers was voortgekomen uit de publicatieafdeling van het NAi maar was sinds 2008 een zelfstandige onderneming. In 2012 ging NAi Uitgevers samen met Uitgeverij 010 tot nai010 uitgevers, de grootste internationaal opererende uitgever op het gebied van kunst, architectuur, fotografie en vormgeving van Nederland. De in het NAi-gebouw gevestigde boekhandel NAi Boekverkopers maakte tot 2014 onderdeel uit van de uitgeverij. Momenteel opereren zij als zelfstandige boekhandel in de foyer van Het Nieuwe Instituut.

## Museumwoning Sonneveld
Museumwoning Huis Sonneveld is een woonhuis in de traditie van het nieuwe bouwen. Het is ingericht met meubelen en stoffering van onder anderen Willem Hendrik Gispen en Bart van der Leck. Architectenbureau Brinkman en Van der Vlugt ontwierp het in 1933 voor de familie Sonneveld. Bertus Sonneveld was een van de directeuren van de Van Nellefabriek.
De museumwoning is in 1997 aangekocht door de Rotterdamse Stichting Bevordering van Volkskracht. Sinds februari 1999 bestaat er een samenwerkingsverband tussen Volkskracht en het NAi. Het huis werd gerestaureerd en in 2001 voor het publiek opengesteld. De restauratie was in handen van architectenbureau Molenaar & Van Winden. Het NAi was verantwoordelijk voor de herinrichting.

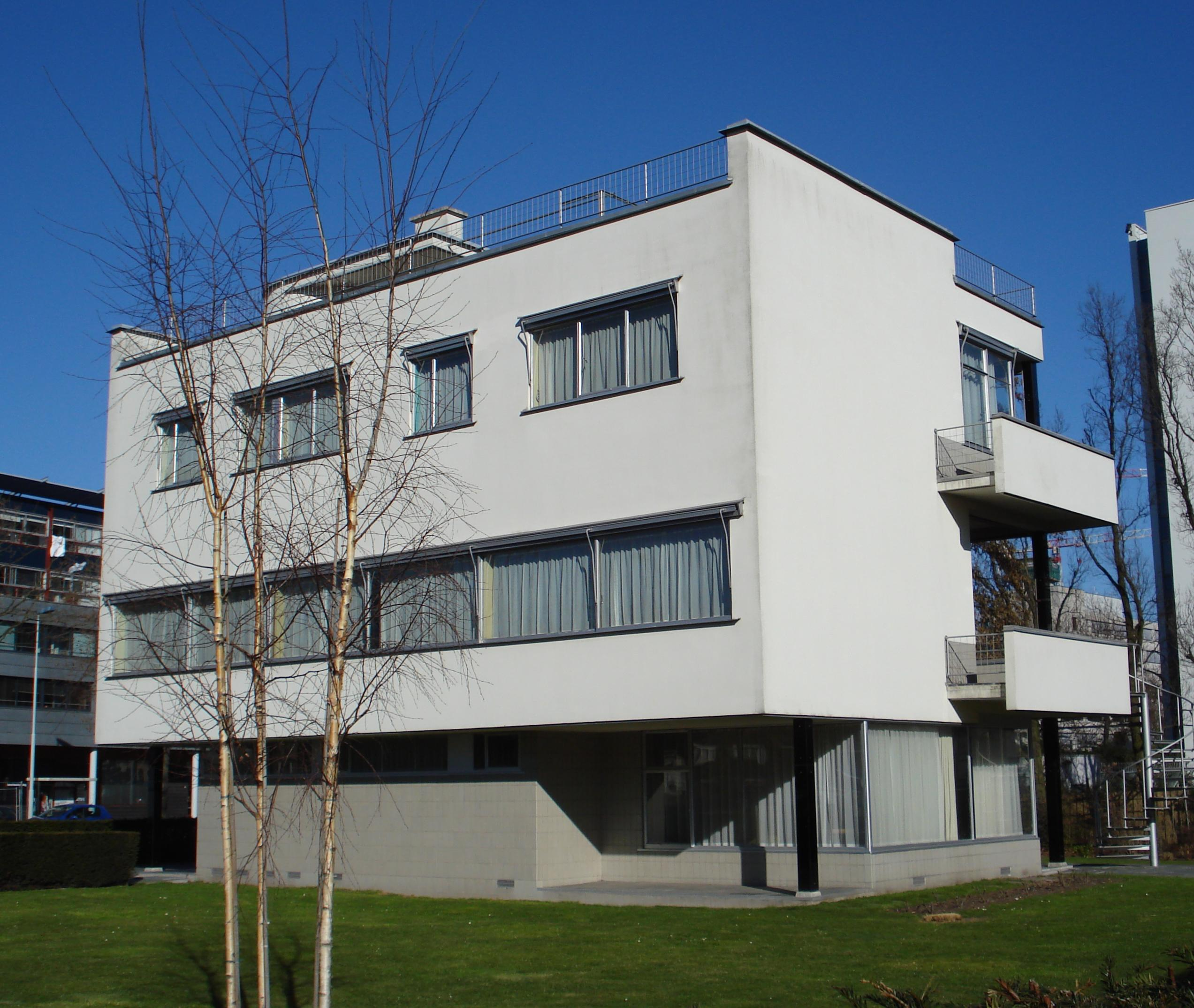
Museumwoning Sonneveld, exterieur, gezien vanaf de Jongkindstraat.
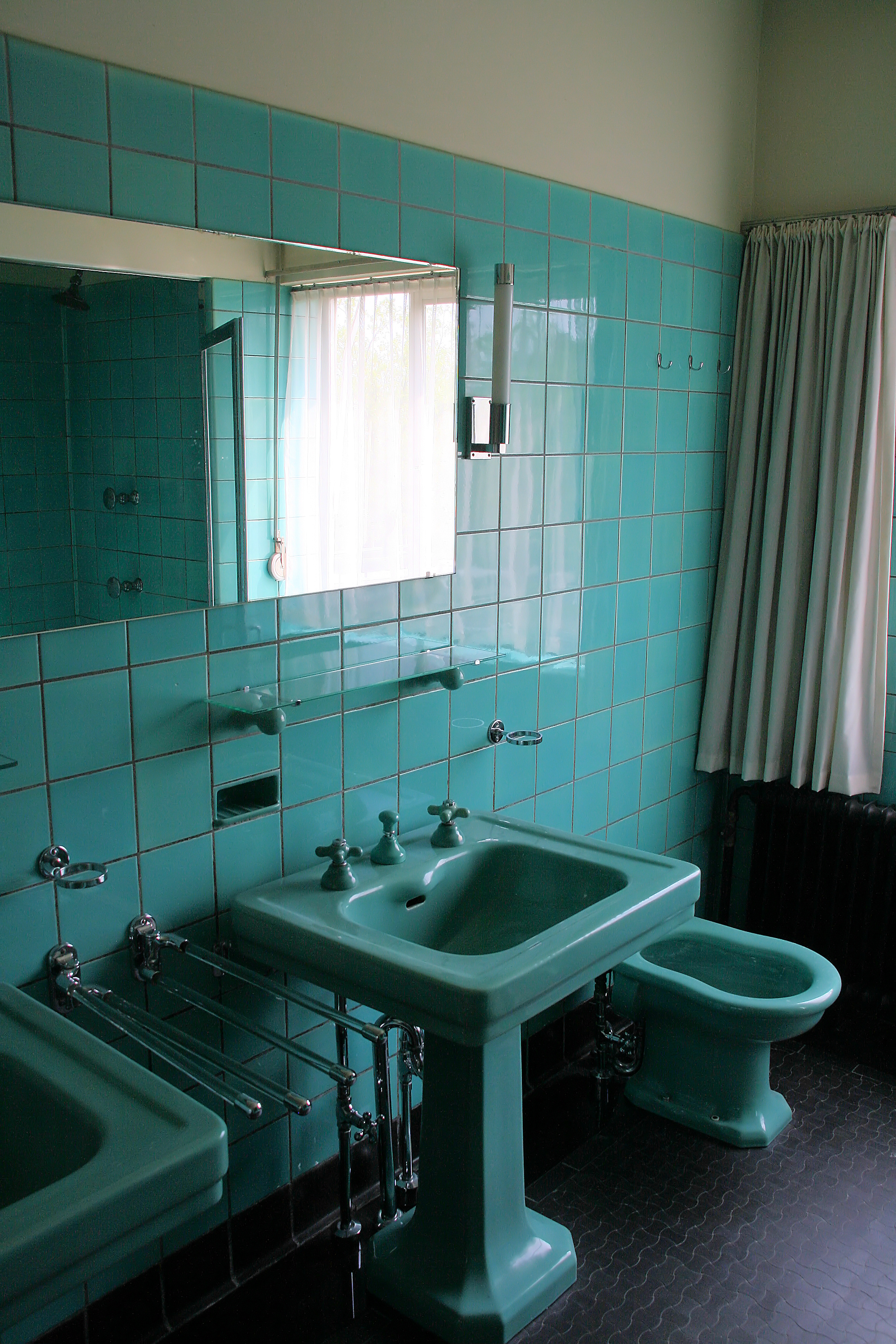
Museumwoning Sonneveld. Badkamer.
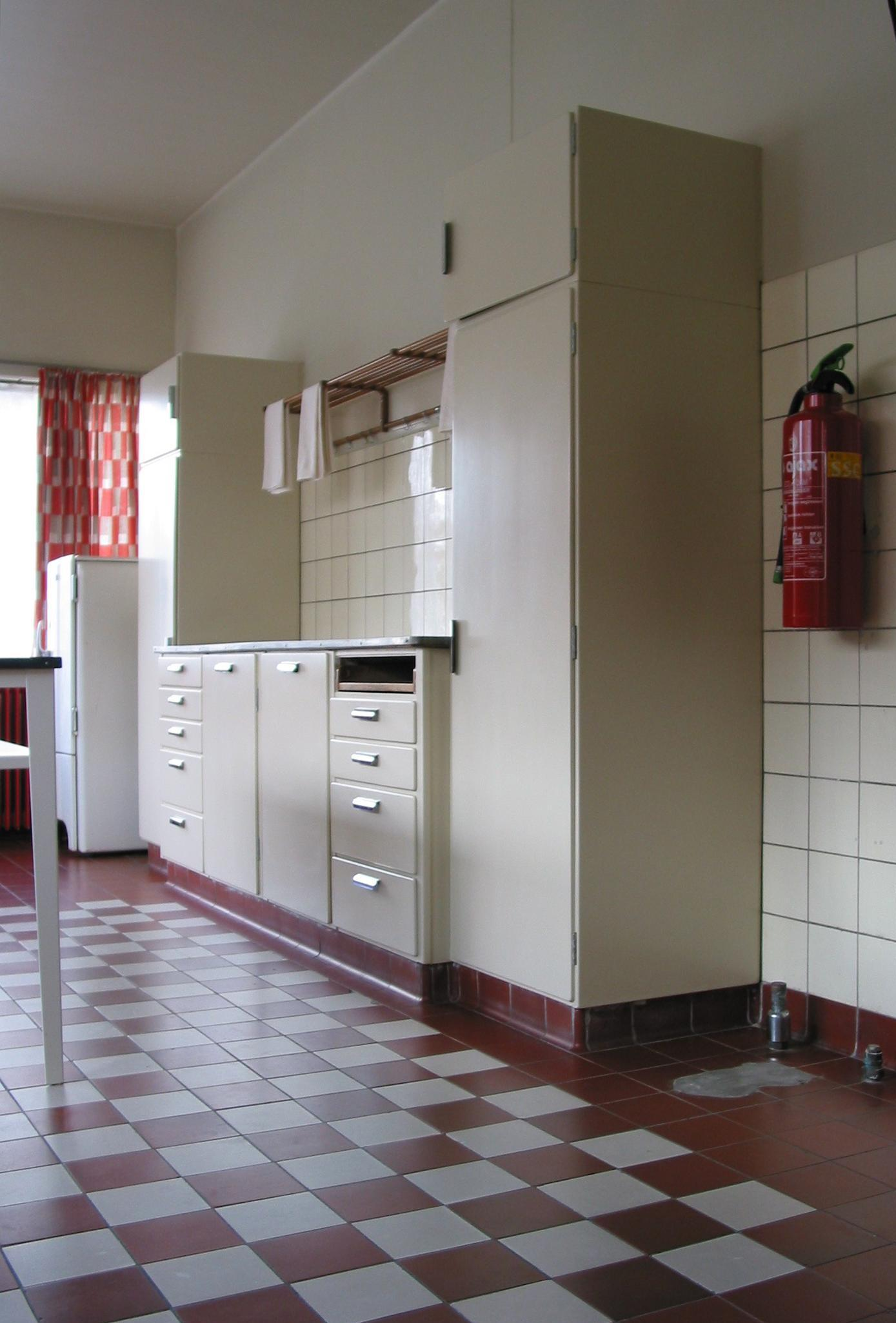
Museumwoning Sonneveld. Keuken met Bruynzeel kastenblok.
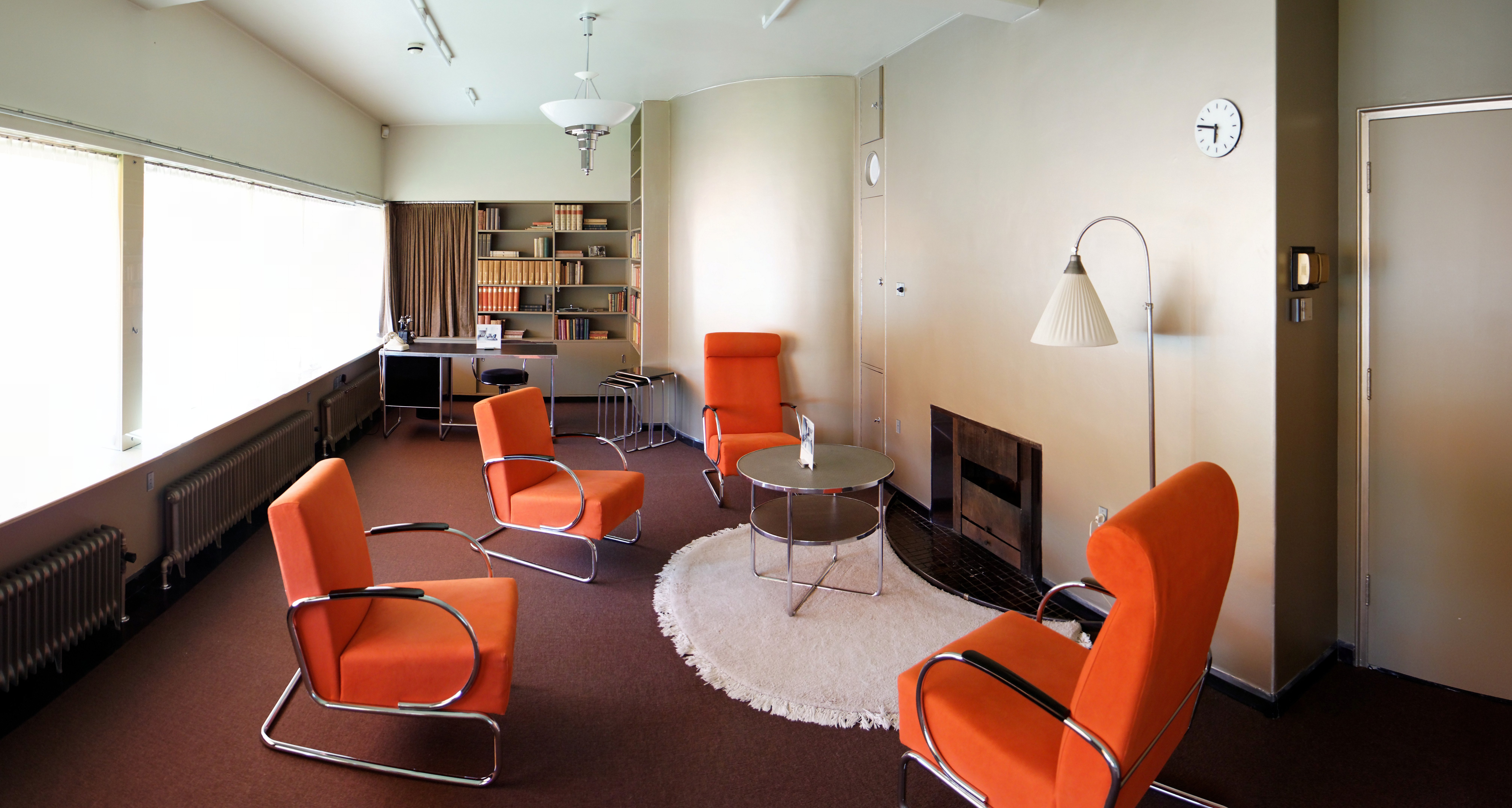
Museumwoning Sonneveld. Bibliotheek
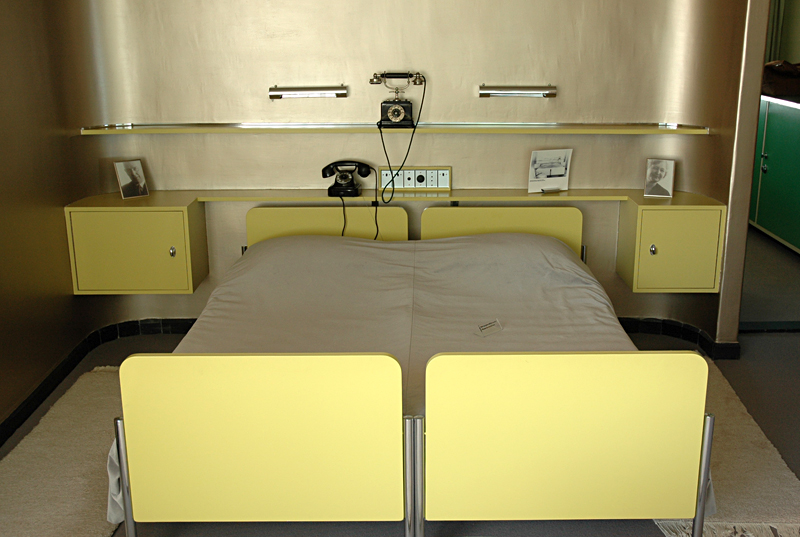
Museumwoning Sonneveld. Slaapkamer ouders